# Tegula luctuosa
Tegula luctuosa is een slakkensoort uit de familie van de Tegulidae. De wetenschappelijke naam van de soort is voor het eerst geldig gepubliceerd in 1841 door d'Orbigny.